# Werbbezirk
Ein Werbbezirk ist eine historische Verwaltungseinheit des 18. und 19. Jahrhunderts in Österreich. Das Wort ist abgeleitet von anwerben für militärische Dienste.

## Grundlagen
Werbbezirke hatten die Aufgabe, die Verwaltungsangelegenheiten für die Rekrutierung von Soldaten und Zugvieh für die Regimenter im Heer des Habsburgerreichs zu erledigen. Die Einrichtung der Werbbezirke erfolgte ab 1770 im Zusammenhang mit der Volkszählung und Häusernummerierung. Basis ist ein Patent Maria Theresias vom 10. März 1770 über die „Einführung eines ordentl. und beständigen Recroutierungs-Systematis und eigener Regiments-Werb-Bezirken“. Zwei zusätzliche Patente aus 1771 und ein Rundschreiben (Kurrende) vom 3. Juli 1773 enthielten weitere Bestimmungen.
Neben dieser Hauptaufgabe wurden die Mitarbeiter der Werbbezirke (Werbbezirkskommissare) auch zu anderen Verwaltungstätigkeiten herangezogen, so zur Kontrolle des Verbotes von Weinausschank bei Begräbnissen und Illuminierungen zum Gedächtnis der armen Seelen. Die religionsbezogenen Aufgaben der Werbbezirkskommissare erstreckten sich auch auf die Einhaltung anderer Regeln, wie z. B. auf die Überwachung des Verbotes, bei Fronleichnamsprozessionen Statuen im Prozessionszug mitzutragen.

## Umfang und Entwicklung
Werbbezirke bestanden aus mehreren Numerierungsabschnitten. Eine Grundherrschaft, die wegen ihrer Größe und örtlichen Lage geeignet erschien („Werbbezirksherrschaft“), erhielt die Numerierungsabschnitte einer oder mehreren Pfarren zur Verwaltung zugewiesen. Im Allgemeinen waren in den Werbbezirken die Gebiete mehrerer heutiger Gemeinden zusammengefasst. Die Grenzen der Werbbezirke sind für die Anfangszeit ihres Bestehens, der zweiten Hälfte des 18. Jahrhunderts, nicht immer genau feststellbar, weil es zur Zeit ihrer Gründung noch keine genauen Landkarten gab. Numerierungsabschnitte großer Pfarren wurden teilweise auf mehreren Herrschaften aufgeteilt. Da es Pfarren gab, die aus mehreren nicht zusammenhängenden Teilen bestanden, entstanden auch Werbbezirke mit mehreren Teilen.
Sitz eines Werbbezirks war in der Regel der Sitz einer größeren Grundherrschaft, der nicht immer im Gebiet der ihm zugeordneten Numerierungsabschnitte lag. Dort war ein „Werbbezirkskommissar“ tätig, der im Regelfall ein Mitarbeiter dieser Grundherrschaft war. Die Kosten der damit verbundenen Tätigkeiten hatte die Grundherrschaft selbst zu tragen. Damit konzentrierte sich der Arbeitsaufwand auf einzelne Grundherrschaften, wogegen andere Herrschaften unbelastet blieben. Die Grenzen der Werbbezirke wurden häufig geändert. Eine der wesentlichsten Ursachen für Grenzänderungen war neben den Beschwerden über die ungleichmäßige Belastung der Werbbezirksherrschaften die Neuordnung der Pfarren durch die Pfarrregulierung von 1783 bis 1785. Beispielsweise waren von den 280 steirischen Werbbezirken des Jahres 1779 im Jahr 1848 nur 45 in ihren Grenzen unverändert geblieben.
Die Werbbezirke wurden neben den militärischen Angelegenheiten auch für andere Aufgaben herangezogen, wie z. B. für die Organisation der Arbeiten an den Katasteraufnahmen oder für die Steuereinhebung, wodurch Werbbezirke auch „Steuerbezirke“ genannt wurden. Dies führte zu Klagen der Grundherrschaften, bei denen der Sitz eines Werbbezirks lag: Aus den ursprünglich für militärische Zwecke geschaffenen Einrichtungen waren Verwaltungsbehörden geworden, aber die Kosten der Werbbezirkskommissare und ihres Amtsaufwandes hatte nach wie vor die ursprünglich festgelegte Grundherrschaft zu tragen. Nach einer längeren Zeit einschlägiger Forderungen, die ab 1791 gesammelt worden waren, wurden die Werbbezirksgrenzen zu Beginn des 19. Jahrhunderts verändert, was zu einer Entlastung der Grundherrschaften führte.
Ein Gutachten des Grazer Guberniums vom 24. März 1812 belegt, dass die Werbbezirke Vorzüge boten, weil sie ein geschlossenes Gebiet aufwiesen und „die Kammer wie die Gemeinden fast nichts kosten“ würden (weil nach wie vor die Grundherrschaften die Kosten zu tragen hatten). Die einheitlichen Werbbezirke seien für die damalige Steiermark notwendig, weil beispielsweise Graz 2656 Häuser hätte, von denen aber nur 453 dem Magistrat, die restlichen 2203 Häuser verschiedenen fremden Grundherrschaften angehörten. Bei den Grundherrschaften ländlicher Gebiete war es nicht anders: Untertanen des Stiftes Rein beispielsweise lagen vom Cillier Kreis bis in das Salzkammergut verstreut. Als Kritikpunkt wurde die Kostenüberwälzung auf die Grundherrschaften deutlich gemacht. Die Werbbezirkskommissäre seien als Staatsbeamte zu bezeichnen, von deren Tüchtigkeit, Redlichkeit und Eifer die Ausführung der Regierungsmaßnahmen abhänge. Aber sie würden von Privatpersonen angestellt und bezahlt, sie seien von keiner Staatsbehörde abhängig und leisteten nicht einmal einen Diensteid.
Mit der Auflösung der Grundherrschaften durch die Verwaltungsreformen nach 1848 entfielen auch die organisatorischen Grundlagen der Werbbezirke. Die Werbbezirke gingen in der neuen Verwaltungsorganisation auf.

## Wirkungen
Die Werbbezirke mit dem Gebietsstand zur Mitte des 19. Jahrhunderts wurden zwar durch die Behörden der neuen Verwaltung abgelöst, an die Stelle der Werbbezirke traten aber Amtsbezirke, die weitgehend für dieselben Gebiete wie die Werbbezirke eingerichtet wurden. Diese Amtsbezirke wurden durch die Gerichtsorganisation vom 9. Oktober 1849 zu Gerichtssprengeln. Die Werbbezirksgebiete waren damit zu Gerichtsbezirken geworden. Es kam aber auch vor, dass ein Werbbezirksgebiet (Trautenburg) unverändert zur politischen Gemeinde wurde (Leutschach im Umfang von 1850). Nur wenige Werbbezirke behielten ihre Gebiete bereits im ursprünglichen Umfang aus der Zeit um 1779 weiterhin. Das war beispielsweise in der Steiermark bei den Werbbezirken „Pflindsberg“ und „Gallenstein“ der Fall, die als Gerichtsbezirke Bad Aussee (aufgelöst 2004) und St. Gallen (aufgelöst 1968) teilweise bis in das 21. Jahrhundert bestanden.
Nach den Reformen ab 1850 wurden durch die Einrichtung von Bezirkshauptmannschaften 1868 die Verwaltungsangelegenheiten von den Gerichtsangelegenheiten getrennt. Ehemaligen Werbbezirksgebiete, nunmehr Gerichtsbezirke, blieben als Sprengel der Bezirksgerichte bestehen. Diese Gerichtssprengel bestanden bis zu den Gerichtsreformen in den 1970er-Jahren und teilweise bestehen sie bis in die Gegenwart. Die Übernahme der Werbbezirksgebiete in die Behördenorganisation Mitte des 19. Jahrhunderts ist eine der Ursachen dafür, dass die Zuständigkeitsbereiche der erstinstanzlichen Gerichte (Bezirksgerichte) in Österreich nicht immer mit den Zuständigkeitsbereichen der erstinstanzlichen Verwaltungsbehörden (Bezirkshauptmannschaften) übereinstimmen.